# Hasensee (Uesslingen-Buch)
Der Hasensee (auch Hasesee) liegt im Seebachtal im Kanton Thurgau in der Schweiz auf 434 m ü. M. in der Gemeinde Uesslingen-Buch zwischen den Dörfern Buch und Uerschhausen. 
Der See besteht aus zwei Teilen, die durch eine 40 m breite bewaldete Landzunge getrennt sind. Das östliche Becken misst 170 × 400 m und hat eine Fläche von etwa 64'000 m² und eine Maximaltiefe von 5,8 m; das westliche Becken misst 170 × 190 m und hat eine Fläche von 35'000 m² und eine Maximaltiefe von 7,3 m. Der Abfluss fliesst über einen Kanal in den Hüttwilersee.
Etwa 600 Meter nordöstlich liegt der Hüttwilersee, nordwestlich der Nussbaumersee. Ursprünglich war das Gebiet um die drei Seen eine Moorlandschaft mit wenig Wald. In der Anbauschlacht des Zweiten Weltkriegs wurde der Wasserspiegel der Seen um etwa 1,5 m gesenkt und die Uferpartien drainiert, damit sie für die Landwirtschaft genutzt werden konnten.